# 走島

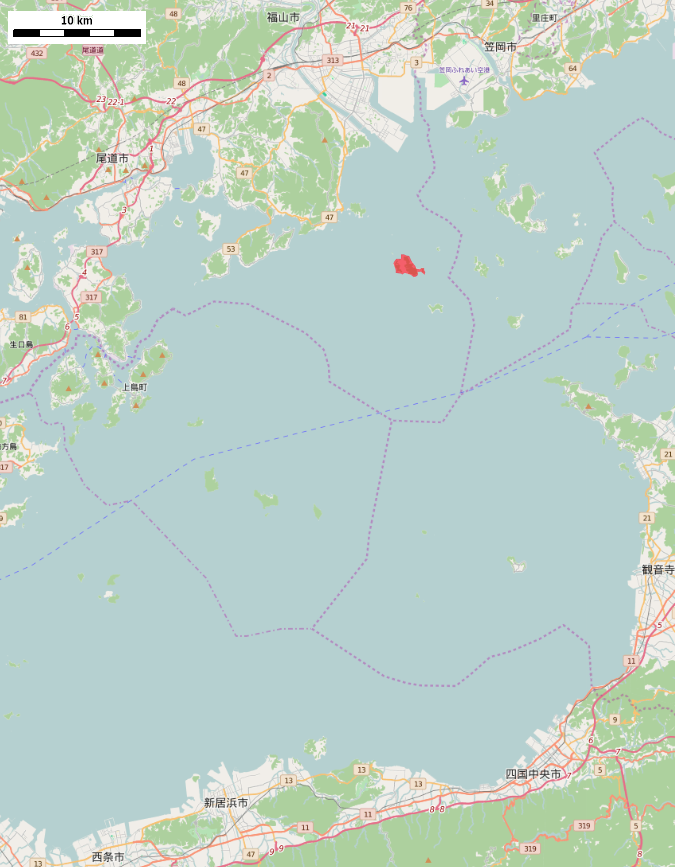
周辺

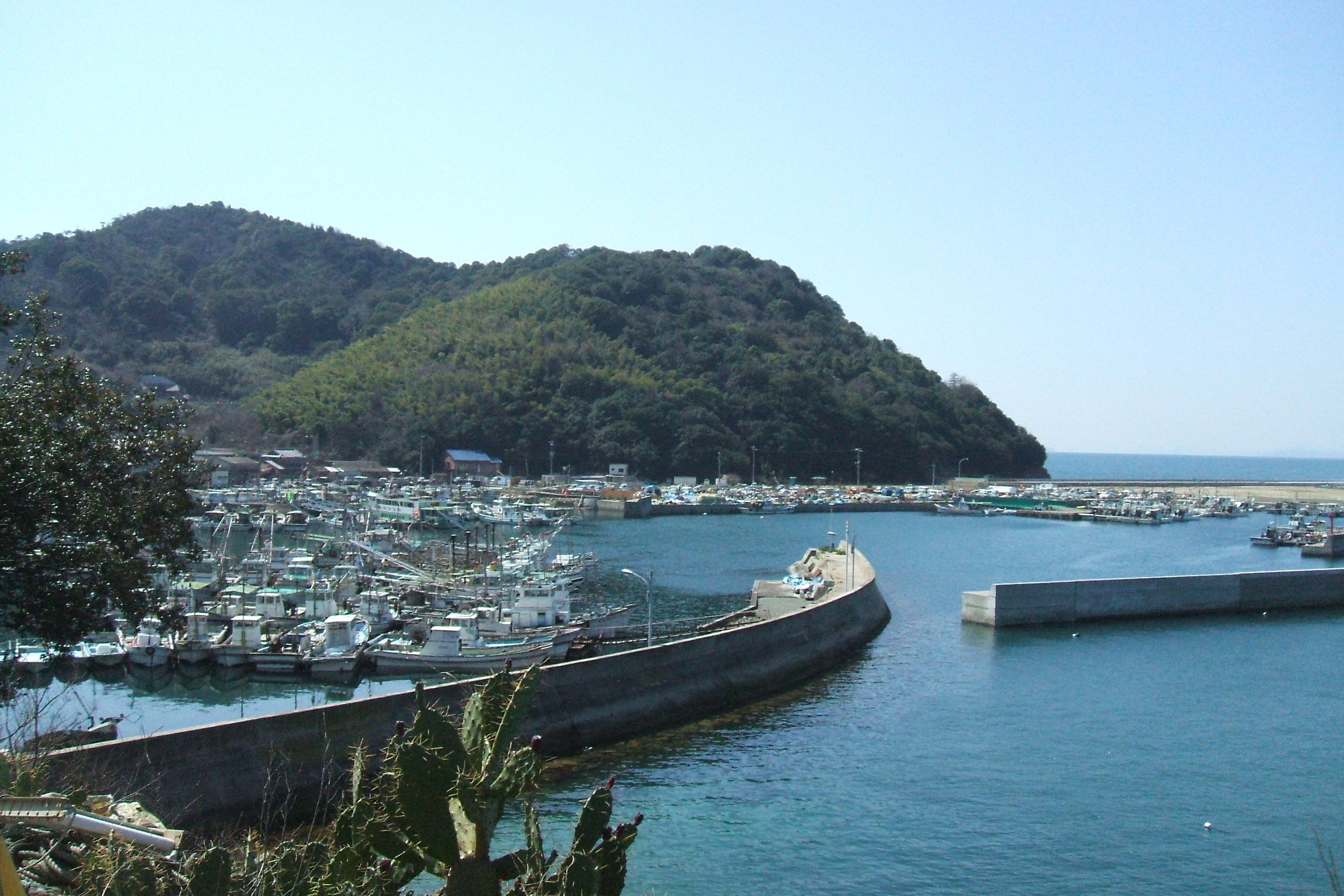
本浦地区の走島港

走島（はしりじま）は、瀬戸内海芸予諸島の島。

## 地理
備後灘に浮かぶ有人島。本州広島県福山市の鞆の浦から南東6kmに位置する。周辺の無人島である袴島・宇治島・加治屋島を含め全島域が〒720-0204福山市走島町（鞆郵便局管区）。
面積2.13km2、周囲8.8km（2010年度）。最高峰は高山180m。集落地以外はほぼ急傾斜地である。気候は瀬戸内海式気候。
集落は3つ、北西の本浦地区、東の唐船地区、南西の浦友地区からなる。2010年現在で人口570人、高齢化率57.9%。2000年から2010年の間で数字で見ると人口減少率は26.6%。これに関連して2015年に走島幼稚園・走島小学校・走島中学校と3つとも閉校している。
主要産業は水産業。中・小型漁船による船びきと巻き網による網漁業と、海苔養殖が主力。網漁はトラフグ・サワラなどの高級魚の漁獲量が減少してきたことからカタクチイワシなどの多獲性魚に偏ってきており、そして島にある水産加工場が狭小であるため、ちりめんじゃこ・いりこなどの加工品の出荷量は少なく未加工のままつまり付加価値の生み出せないまま出荷されている。これは2010年産業別就労者数において、就労者の59.3%（67人）が第1次産業就労者でほぼ漁業に従事しているにもかかわらず、第2次産業（水産加工場）就労者は8.0%（9人）に留まっていることにも現れている。
上水道は海底送水管により本州福山市内から直接繋がっている。海苔の加工シーズンには上水需要量は増加するが安定供給されている。下水道は漁港周辺を中心に整備が進んでいる。携帯電話などの情報ネットワーク網は構築されている。診療所は1つあり医師1人看護師3人が常駐している。福山市が公表するハザードマップでは、3つの集落とも波浪想定地域であることに加え急傾斜地危険地域も点在しており注意を促している。

## 歴史
島の名の由来はいくつかある。古くは、ひしめく島「犇島」と書いてはしりじまと呼ばれていたという。あるいは後述の村上氏が備後福山藩主水野氏からこの島を馳走料として貰うこととなったことから走島と呼ばれだした説がある。なお、近くの無人島である宇治島には祭祀跡や古墳といった埋蔵文化財が発見されているが、この島では発見されていない。
江戸時代に書かれた地誌『備陽六郡志』によれば、現在の唐船地区の北側沖合いにはかつて大きな潮待ちの港“唐船千家の市”があり、鞆の外港としてあるいは瀬戸内海を東西に結ぶ中継点として栄え、特に室町時代には日明貿易の拠点となっていたという。しかし大きな地震と津波によって海中に没し、生き残ったものは島を離れていった。同書によれば波の穏やかな日には海中に没した遺跡が見えたという。2014年には潜水調査が行われ、加工された形跡が残る石は発見されたものの、同書に記された神社や陶磁器など町があった形跡は発見されなかった。
中世無人島だったこの島は、因島を拠点としていた因島村上氏つまり村上水軍が支配していた。
元和5年（1619年）譜代大名水野勝成が入封し備後福山藩が興る。当時西日本はほぼ外様大名で占められていたことから、江戸幕府はこの地を防衛拠点「西国の鎮衛」として名将の誉高い勝成を配置した。勝成は領内を見まわると、この走島が領内の重要港である鞆の浦の沖合に位置しているため防衛拠点を築く必要があったこと、付近の船の往来が活発になると風待ち潮待ちの港として絶好の地となりうること、にも関わらず無人島であったことが分かった。そこで島のすべての権利を与えることを条件（無年貢作り取り）に入植を募ると、沼隈郡常石の村上太郎兵衛義光が名乗りを上げる。この村上氏（走島村上氏）の出自は以下のとおり。
- 因島村上氏説 : 客観的証拠による説。現在の地元資料ではほぼ、走島村上氏は（因島）村上水軍の流れをくむと明記されている。
- 信濃村上氏説 : 走島島内伝承：元々は村上義清の末孫で川中島の戦いで上杉勢として戦ったが敗れ、この地に落ち延びてきたものという

　墓碑記述：第八代太才治の墓碑に「先祖村上天皇四十五代後胤信州更科城主村上信濃守義清・同山城守義顕・同備中守 
　義豊・同左衛門吉光迄因島留、義忠迄血連相続、天保十年義忠没、嫡子義高謹誌」 また第九代太才治の墓碑に 
「信州更科城主村上越中守義清後胤走島開拓主村上太郎兵衛義光九代太才治義高退隠後改名三申」とある。
勝成は、走島を御馳走料/袴島を袴料/宇治島を茶の料/加治屋島を引出物の名目で、そして島の統治・農業・漁業など一切の権利を義光に与えた。
元和9年（1623年）3月、義光は家臣4家と農家13家族を引き連れ入島した。走島村上氏はこの地で庄屋として、備後灘一帯の漁業権を持ち、そして酒や醤油の醸造も始め、鞆の豪商を迫る勢いで富を築いた。現在鞆の鯛網として知られる鞆の浦鯛しばり網漁法を開発したのも走島村上氏である。当時の本家屋敷は2600m2にも及ぶ広大なもので、多くの建物があった。しかし昭和時代初期に村上氏は没落し、ほとんどの建物は取り壊され、当時を偲ぶ母屋・井戸・籠だけが残っている。母屋は大名屋敷の風格があり唐破風・式台を備えている。また、昭和五十九年三月一日走島資料保存委員会による村上庄屋々敷跡の解説文に「今立たずむ道路(恵比寿宮から村上神社まで)は昔から馬場と呼ばれ、左右の家並はなく、黒松の並木通りで、今尚老松の巨木二本(平成10年頃伐採)が残って見えます。又ここの毘沙門(検番付)や、母屋の館は大名屋敷の風格を供えていたもので、屋敷面積二六〇〇平方Mあった。村上水軍の流れをくむ村上太郎兵衛義光が元和六年(一六二〇)日向守水野勝成公より四島(走島、宇治島、袴島、鍛冶屋島)を拝領し、庄屋々敷と定めて以来、三六〇年余を経てその古さをしのばせている。また、寛永九年(一六三二)に鯛縛網(元網)を発明した鯛網発祥の地でもある。」とある。
1889年（明治22年）に行われた市町村制施行に伴い、走島は付近の島々とともに広島県沼隈郡走島村となったが、第二次世界大戦中の1942年（昭和17年）7月1日に、田尻村とともに同じ郡内の鞆町と合併し沼隈郡鞆町走島となった。さらに、1956年（昭和31年）9月30日鞆町が隣接する福山市に編入され、現在の福山市走島町となった。
2016年3月21日、断水が発生。4月2日、3月に鞆の浦から走島へ引かれた海底送水管が深さ20メートルの所で切断され、およそ100メートル分のパイプの行方が分からなくなったことが分かった。その後の調査で、船の錨による破損が原因と判明した。

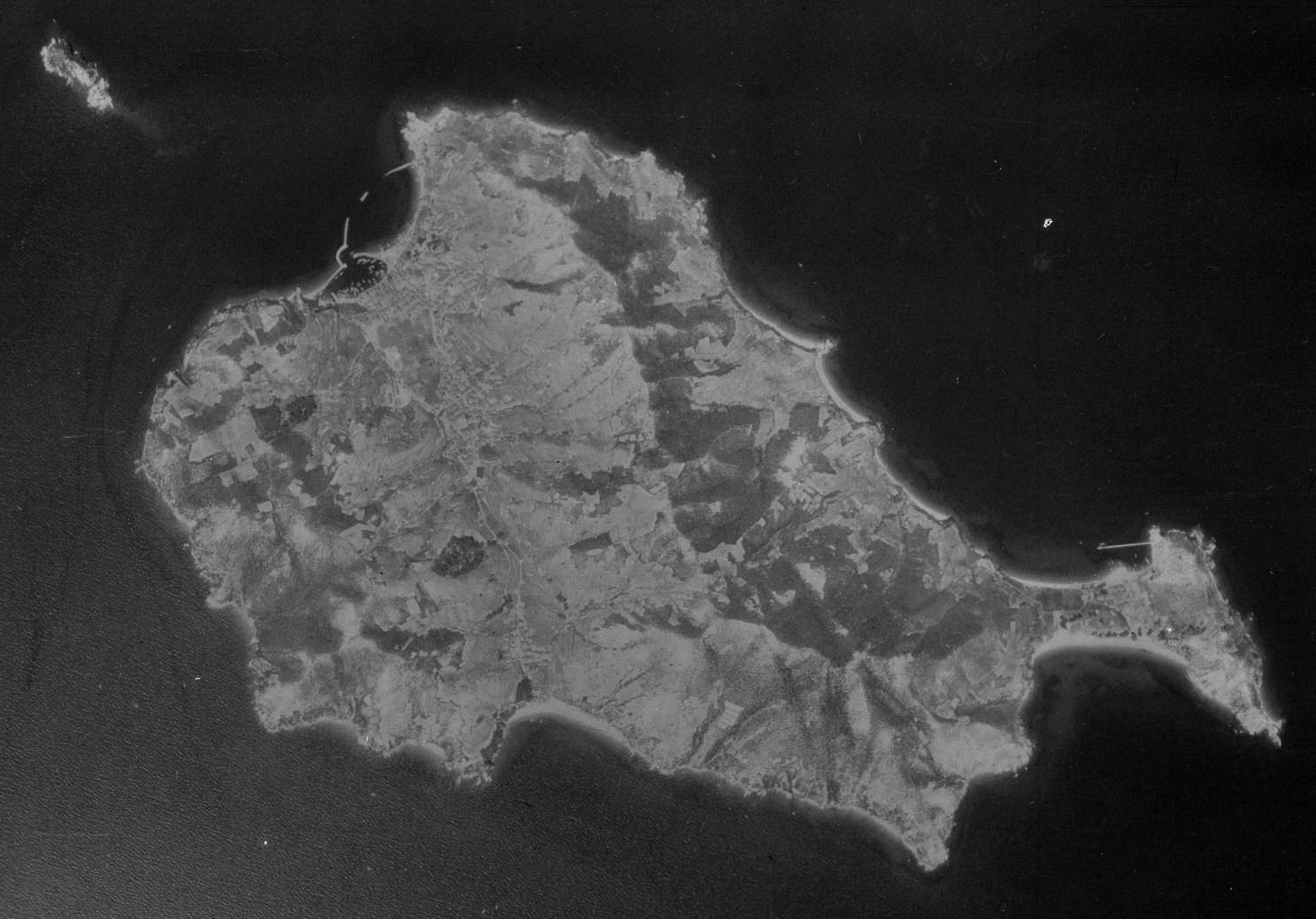
1947年アメリカ軍撮影。
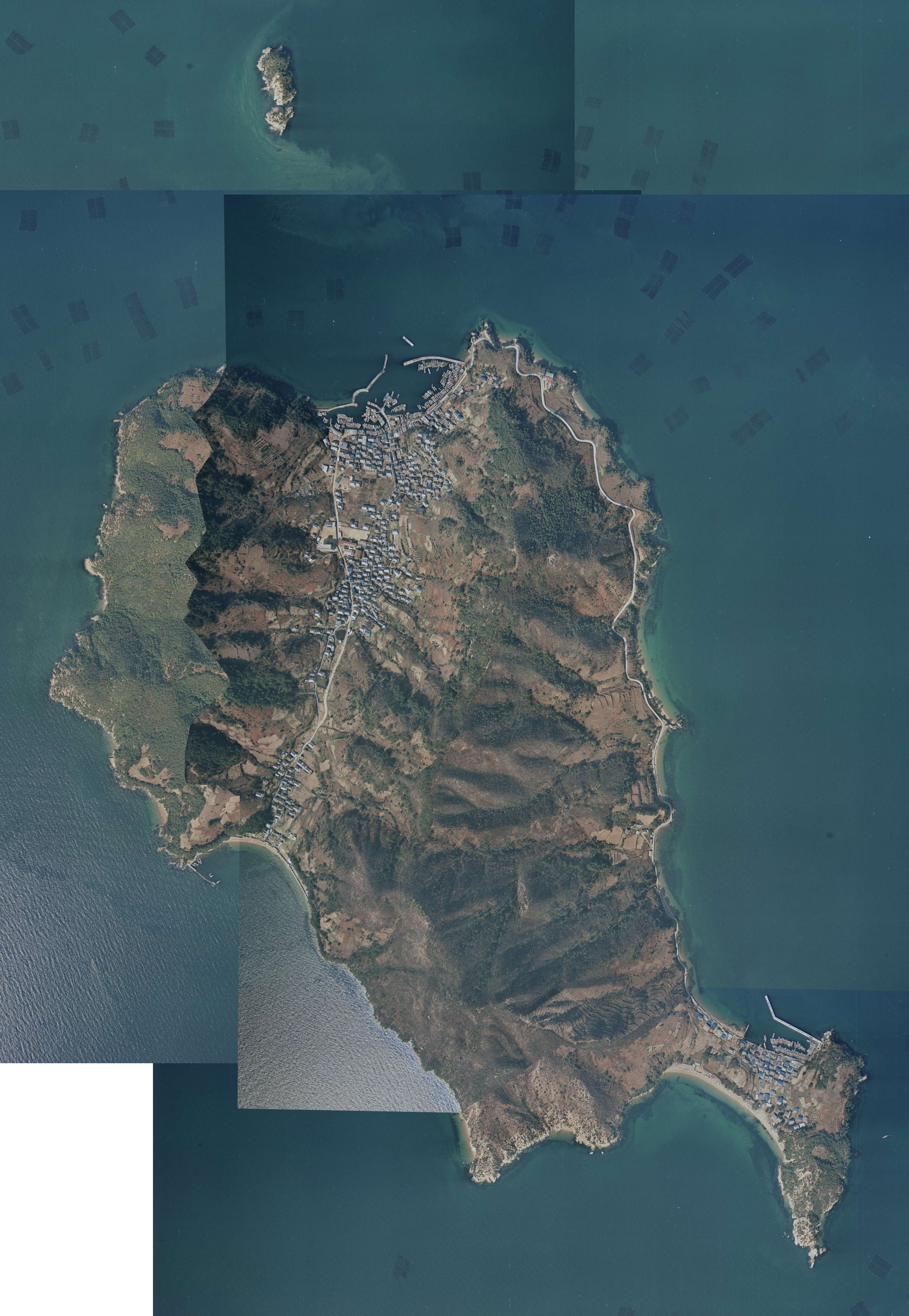
1974年
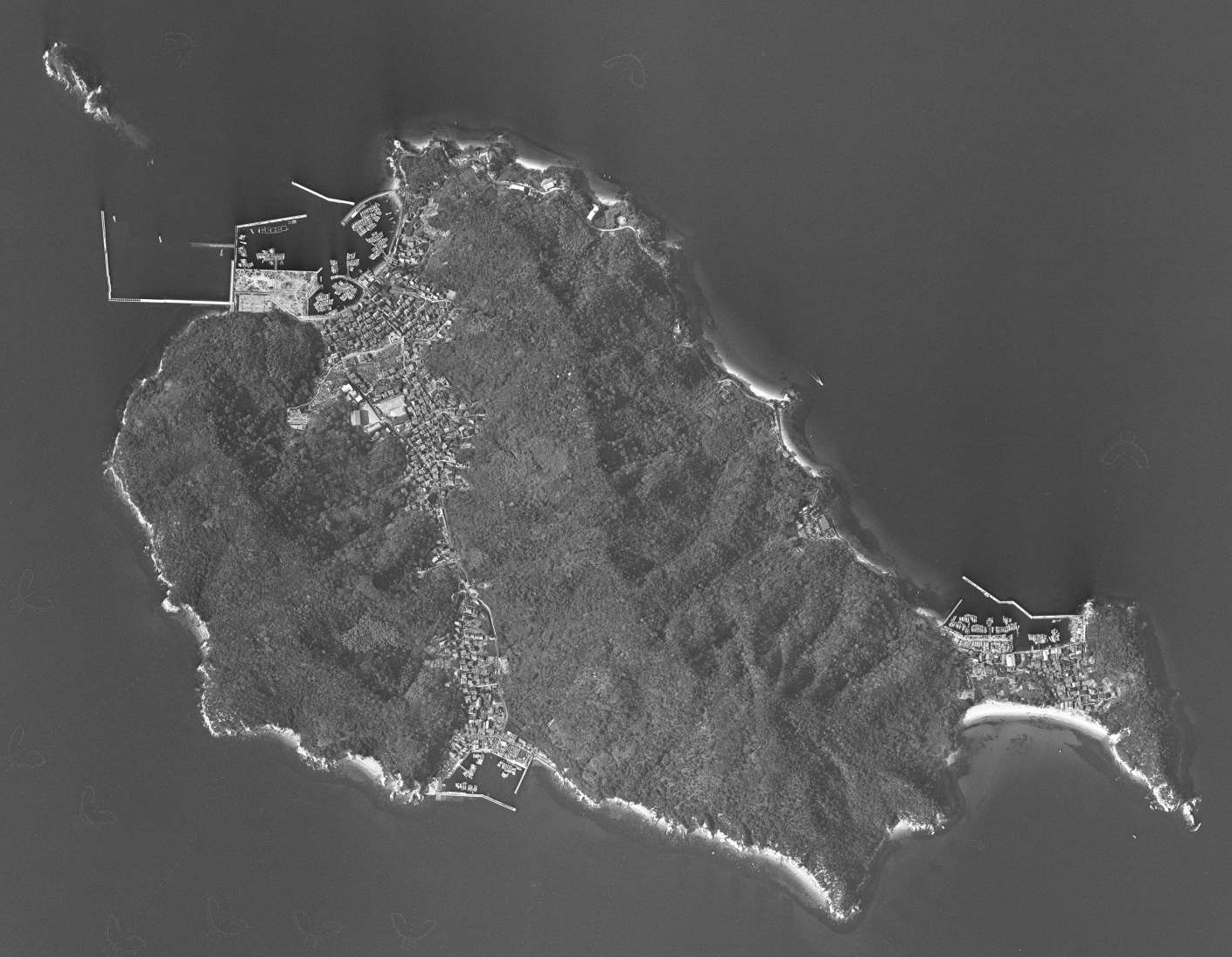
2005年

## 観光・文化
来島者は釣りや海水浴といった海に関するレジャー目的が多い。定期船の数は1日5往復あり、鞆港からの始発が午前8時、走島からの最終便が午後5時20分となっているため、これを利用する場合は日帰りで最長9時間滞在することができる。なお、島内には数件の民宿がある。
- 村上庄屋旧宅 - 上記の村上氏の邸宅
- 唐船天女浜海水浴場
- 白城稲荷神社

## 交通アクセス

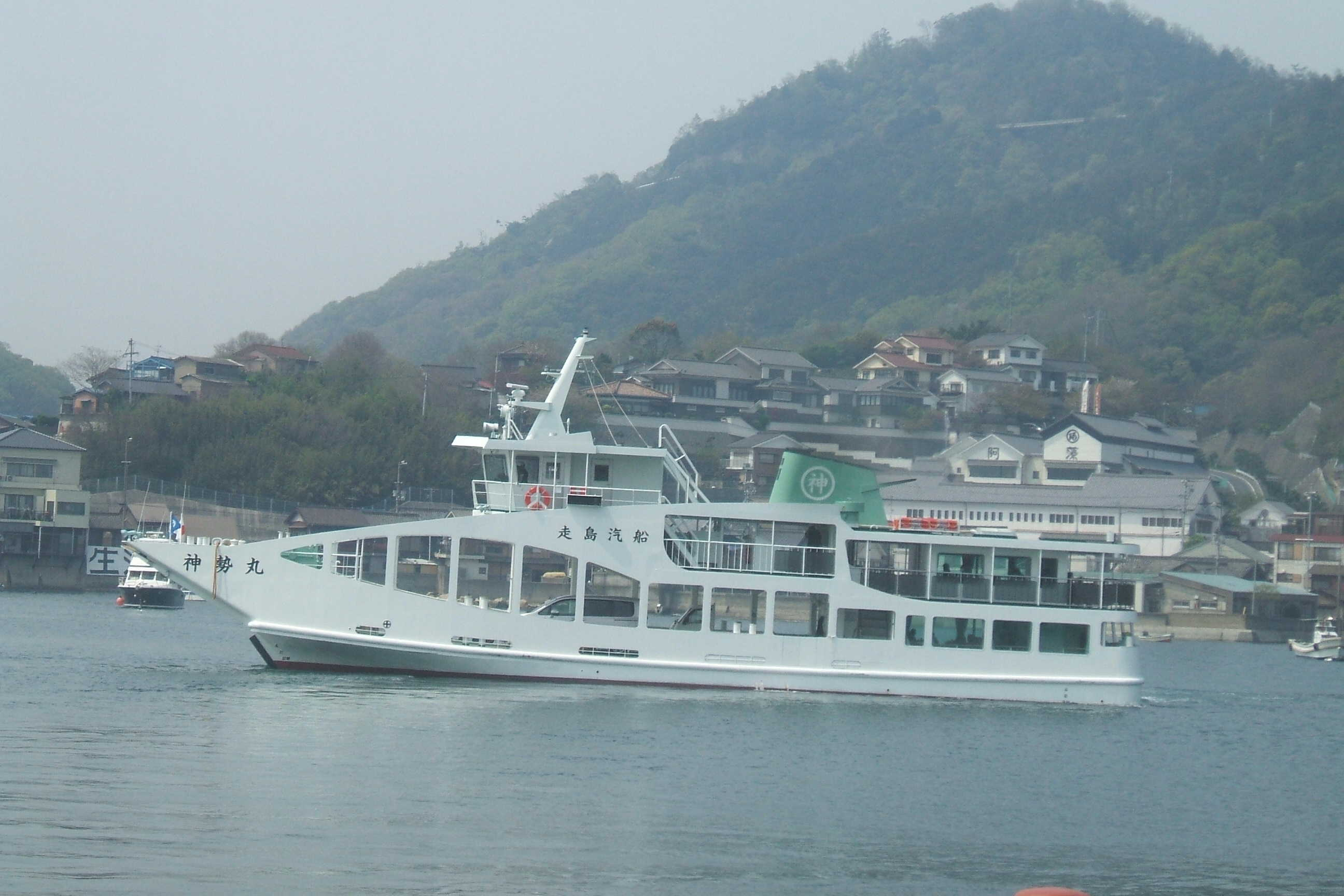
連絡船「神勢丸」

走島を結ぶ交通アクセスとしては、福山市鞆港の県営桟橋から本浦地区へ、走島汽船による定期連絡船がある。先代の「第35神勢丸」の引退まで、三輪以上の自動車を載せることはできなかったが、2012年4月7日から、カーフェリーが就航し、鞆の浦から自家用車で直接島内に乗り入れ可能となった。
現在は1日5往復発着しており、自動車、自動二輪車、自転車、手荷物を載せることができる。航路全長は約7Km、所要時間は約30分である
。
島内には、タクシーやバスといった公共交通機関は存在しない。
なお、定期連絡船の乗船場から最も遠い唐船地区までは徒歩で40分程度を要する。

## ギャラリー

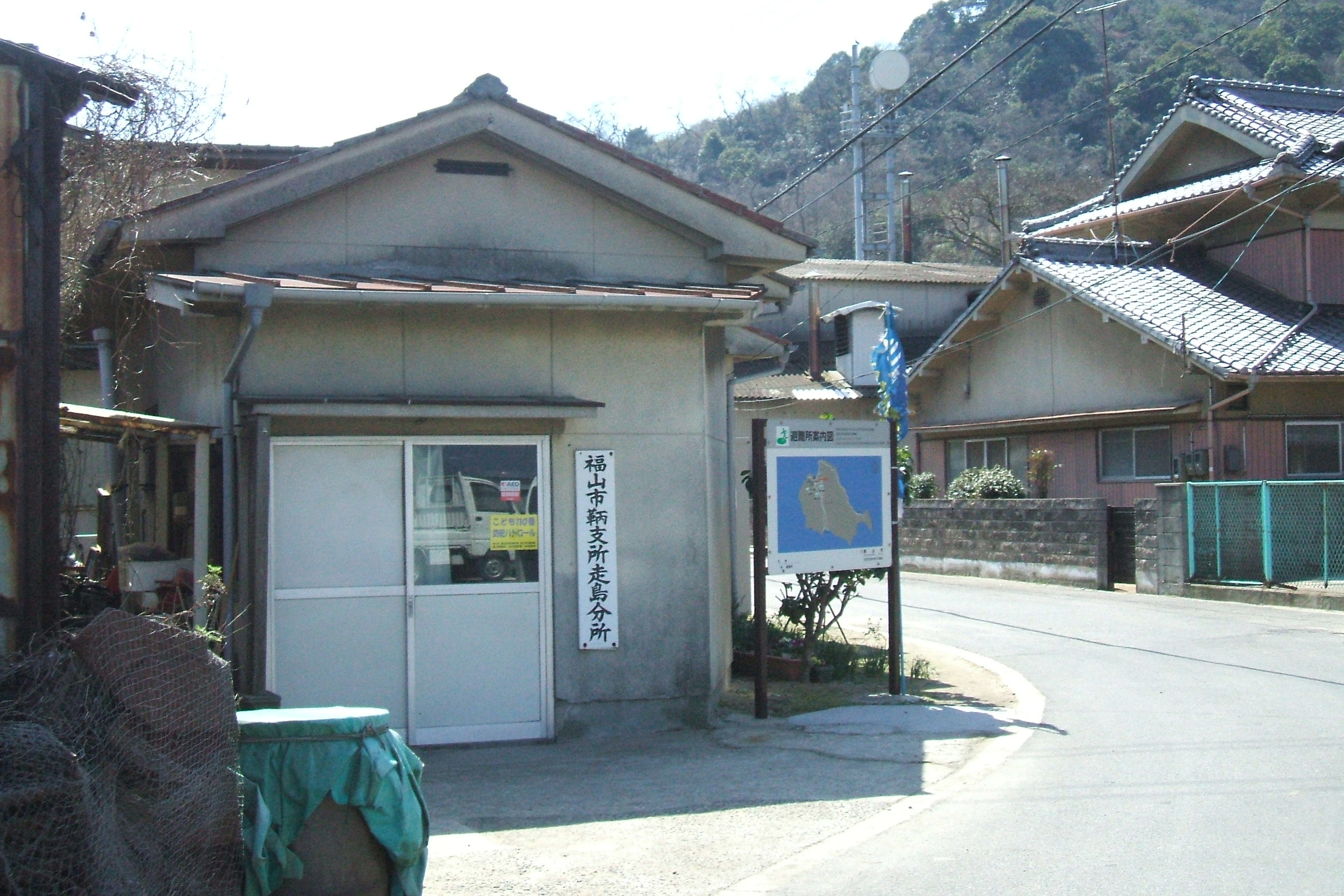
福山市役所鞆支所走島分所
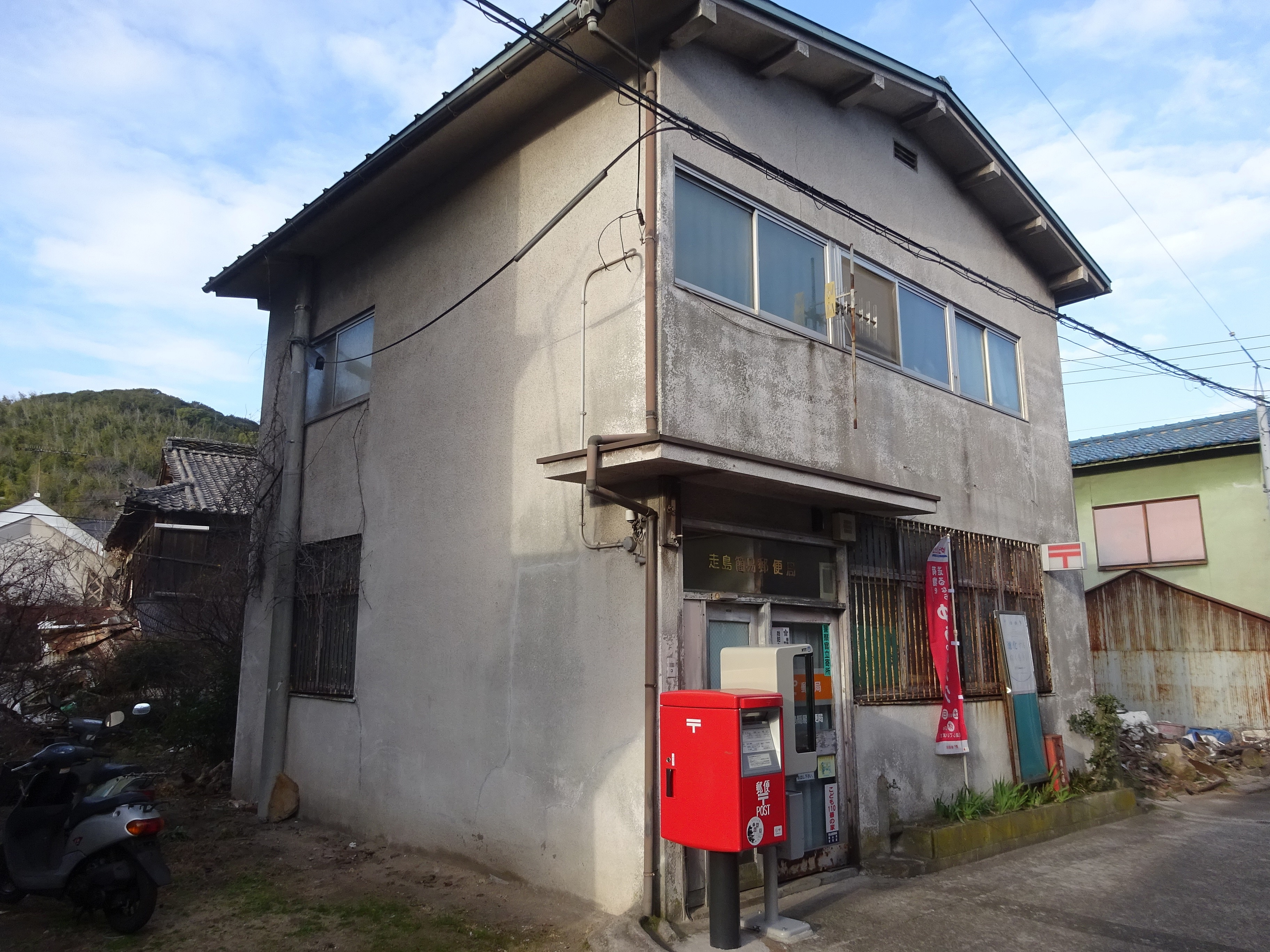
走島簡易郵便局
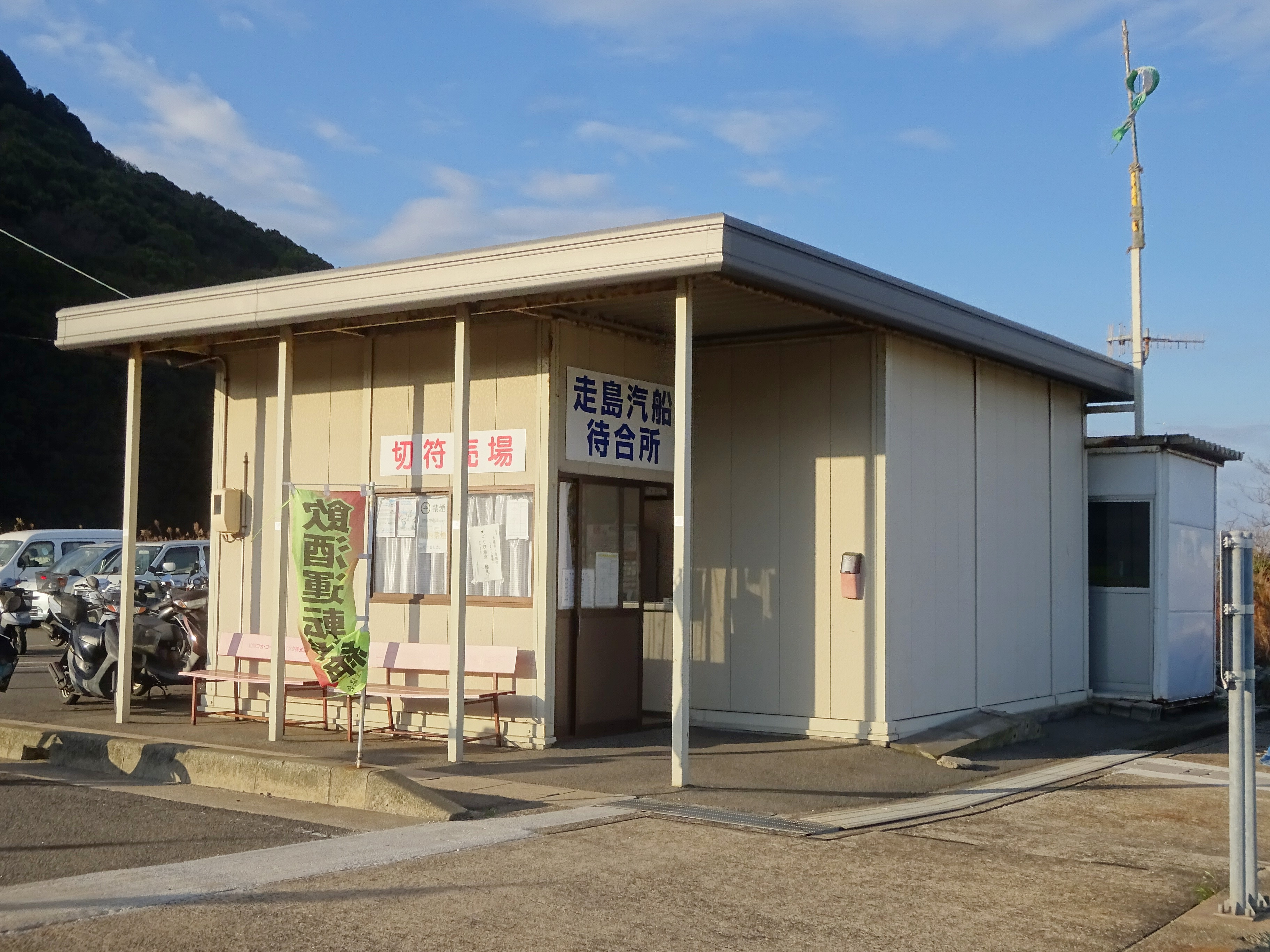
走島待合所（走島汽船）
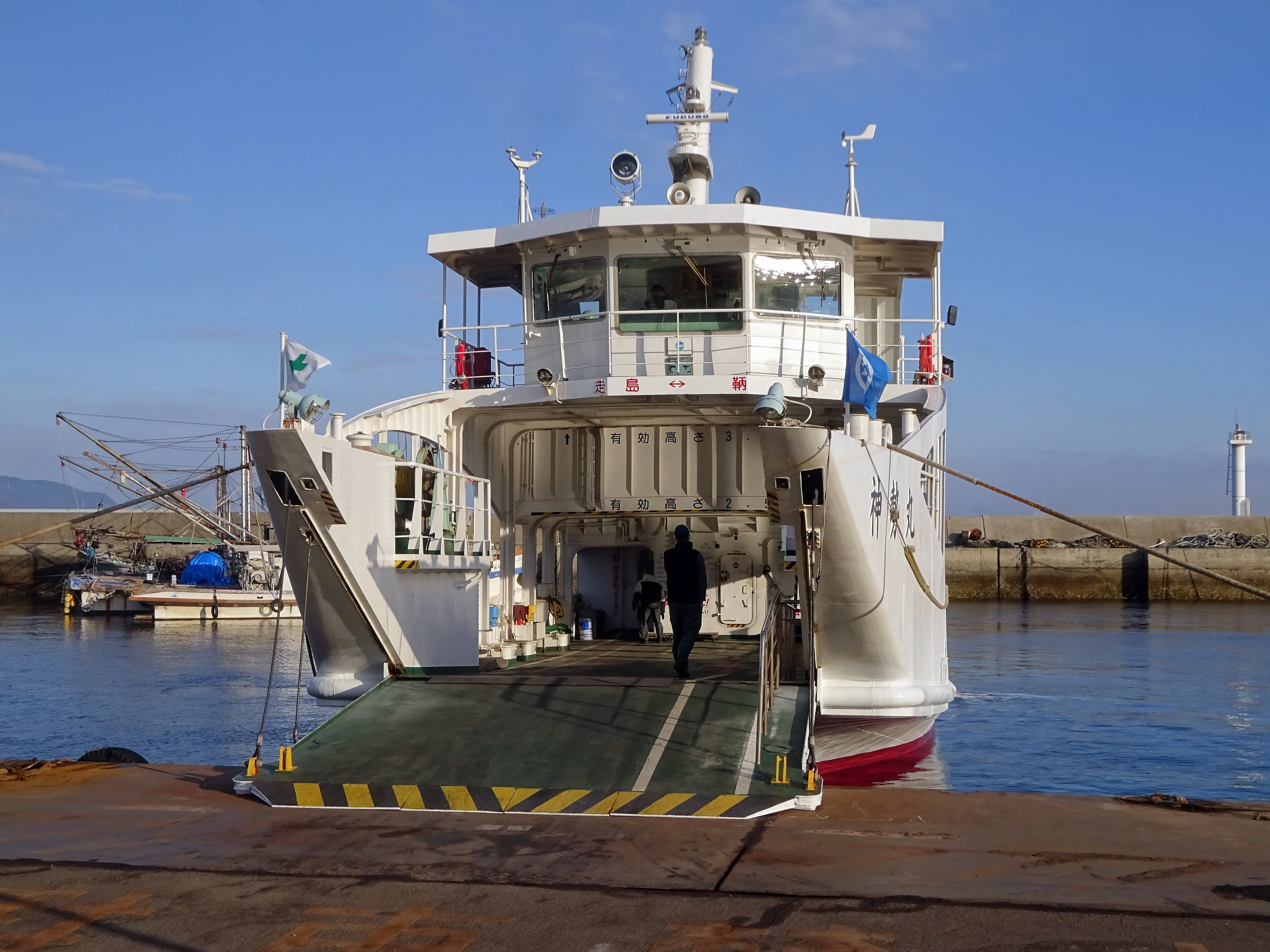
走島汽船「神勢丸」
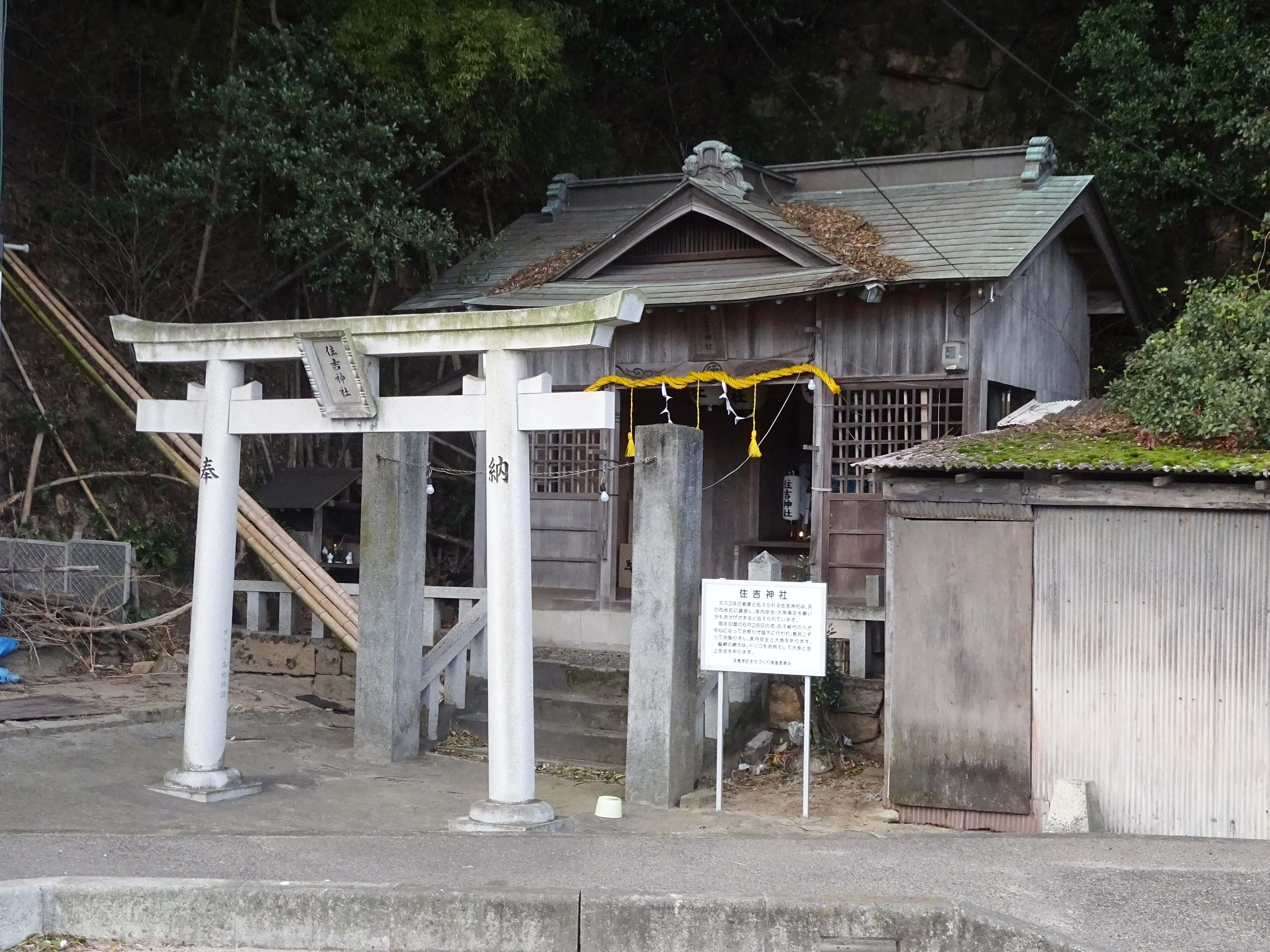
走島の住吉神社
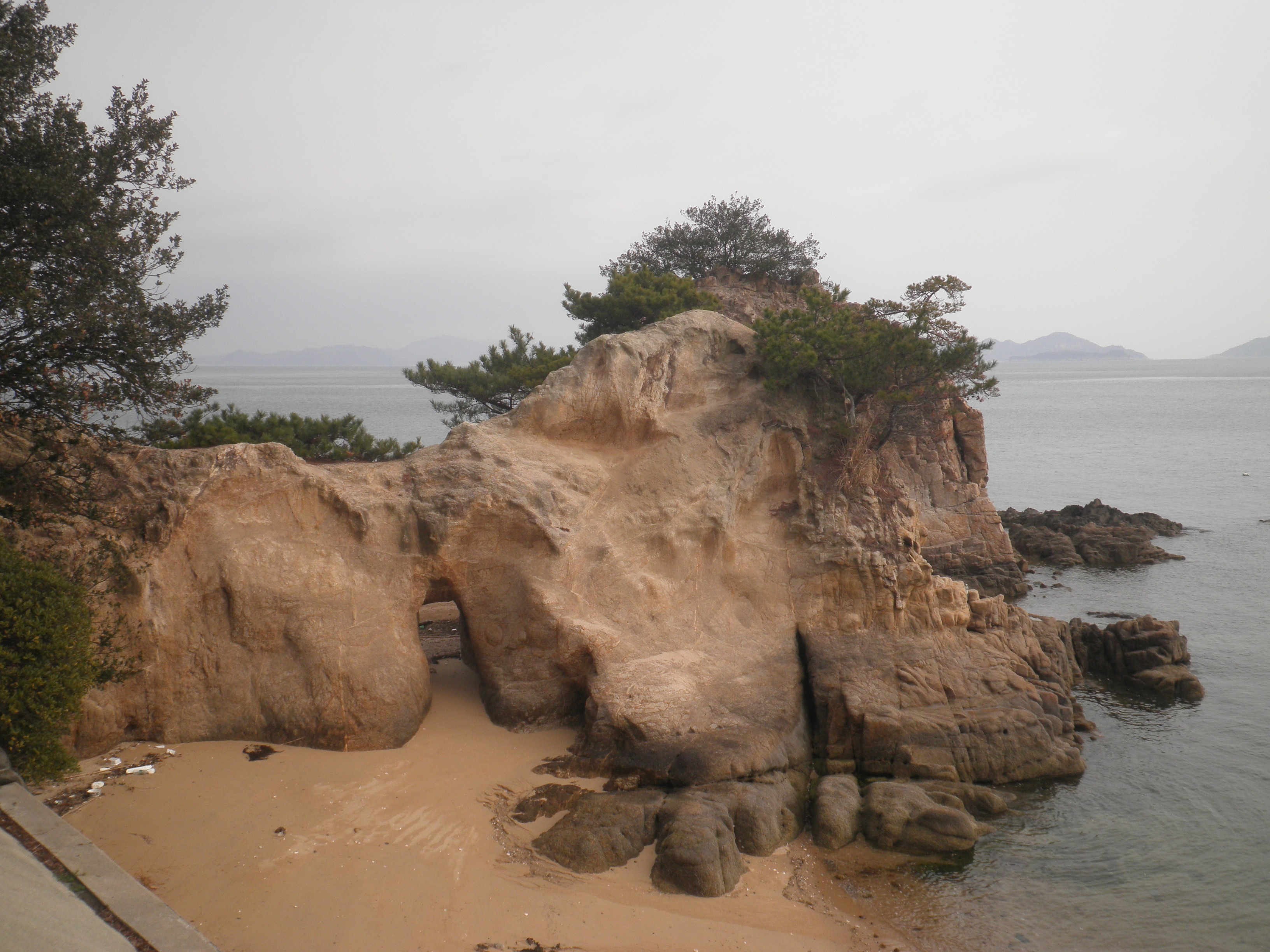
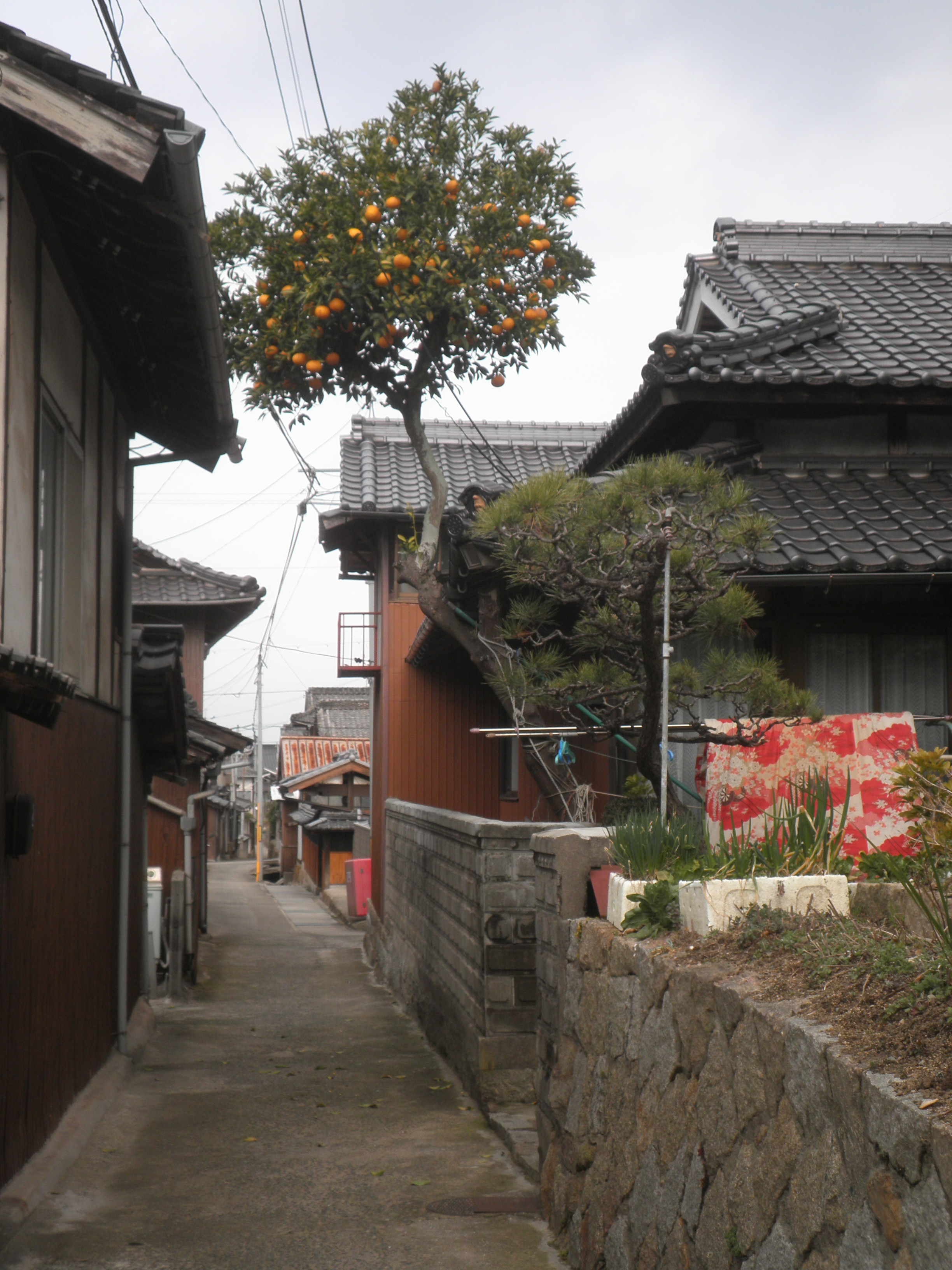
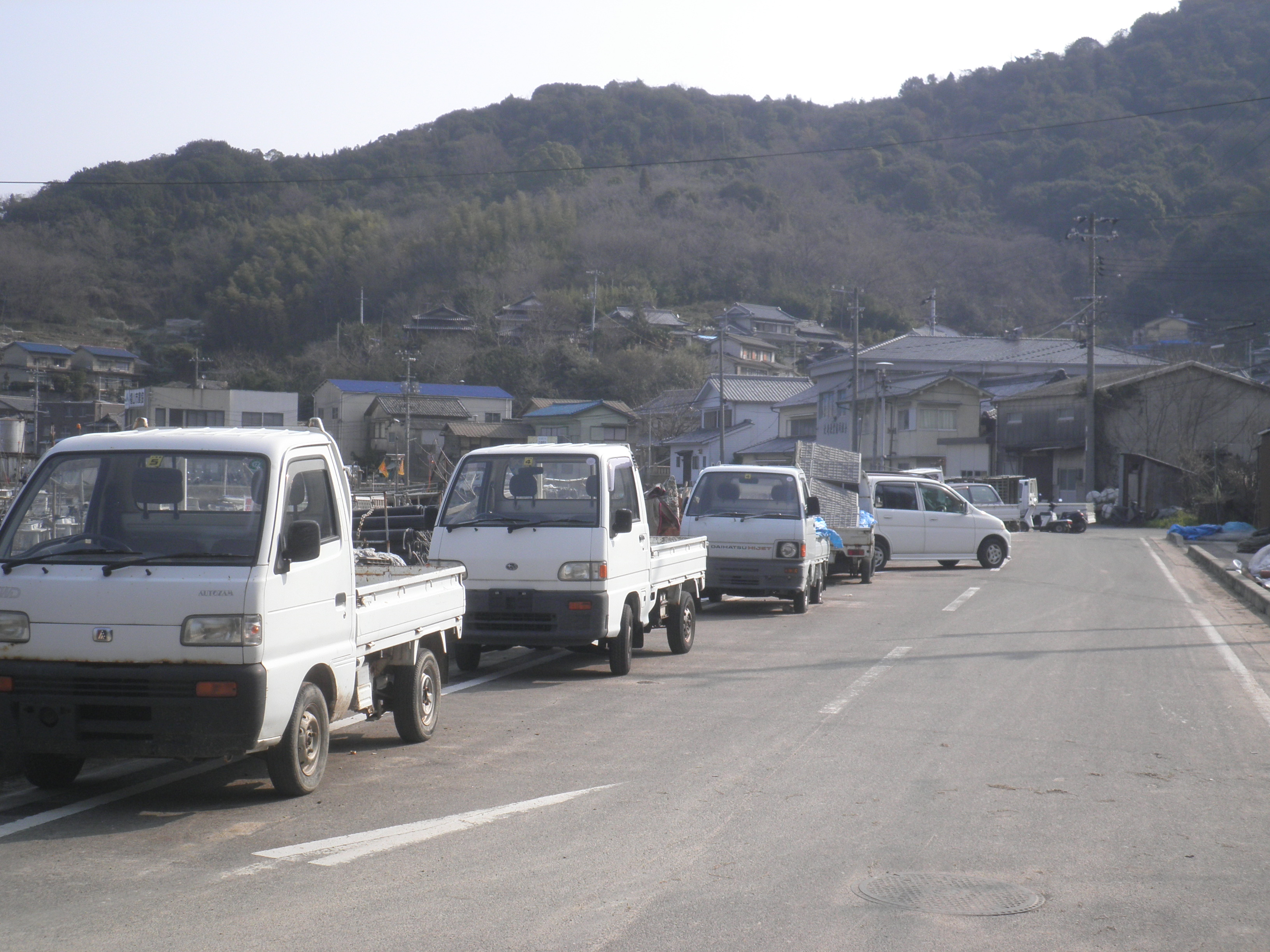
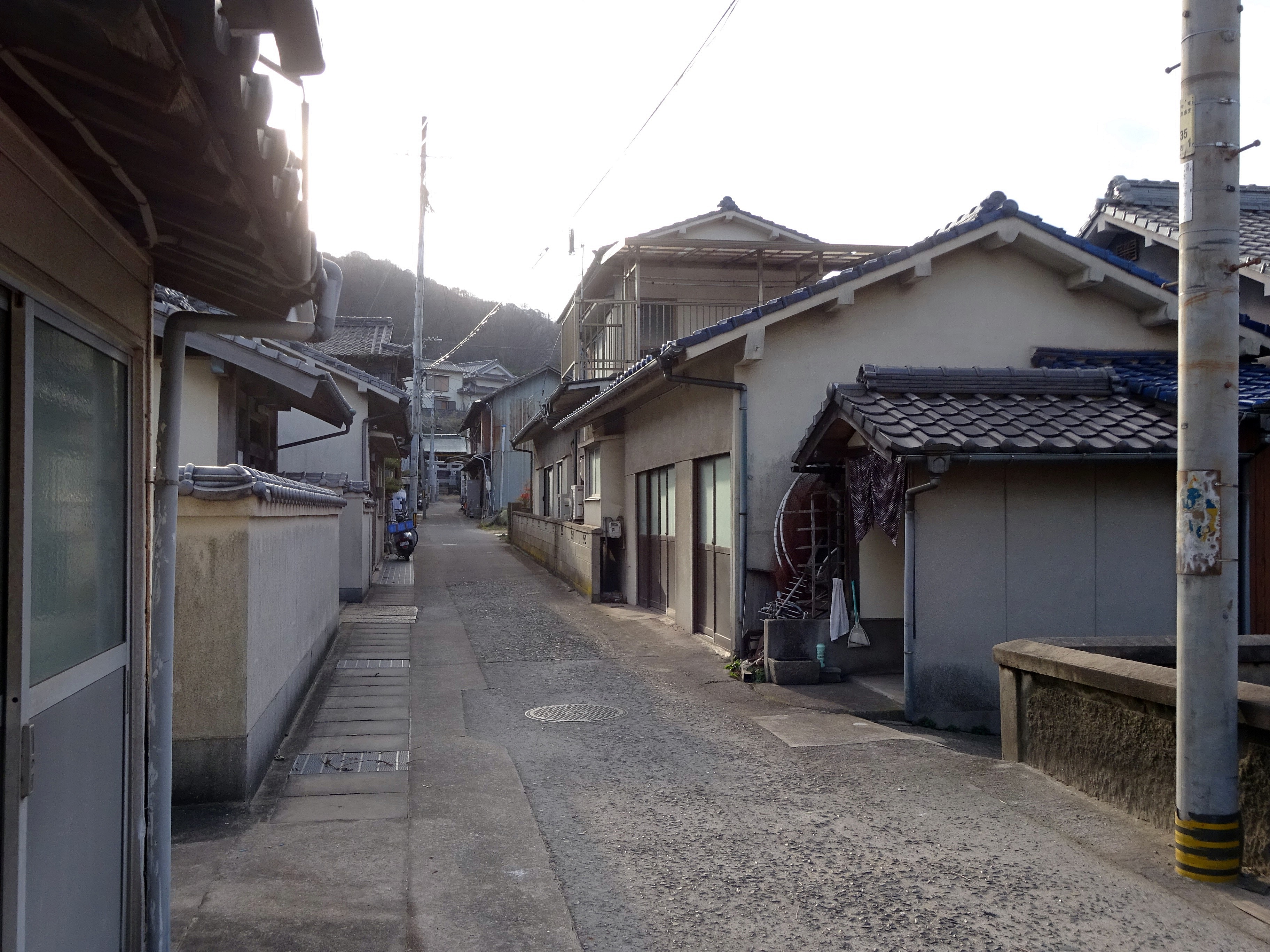
走島の町並み
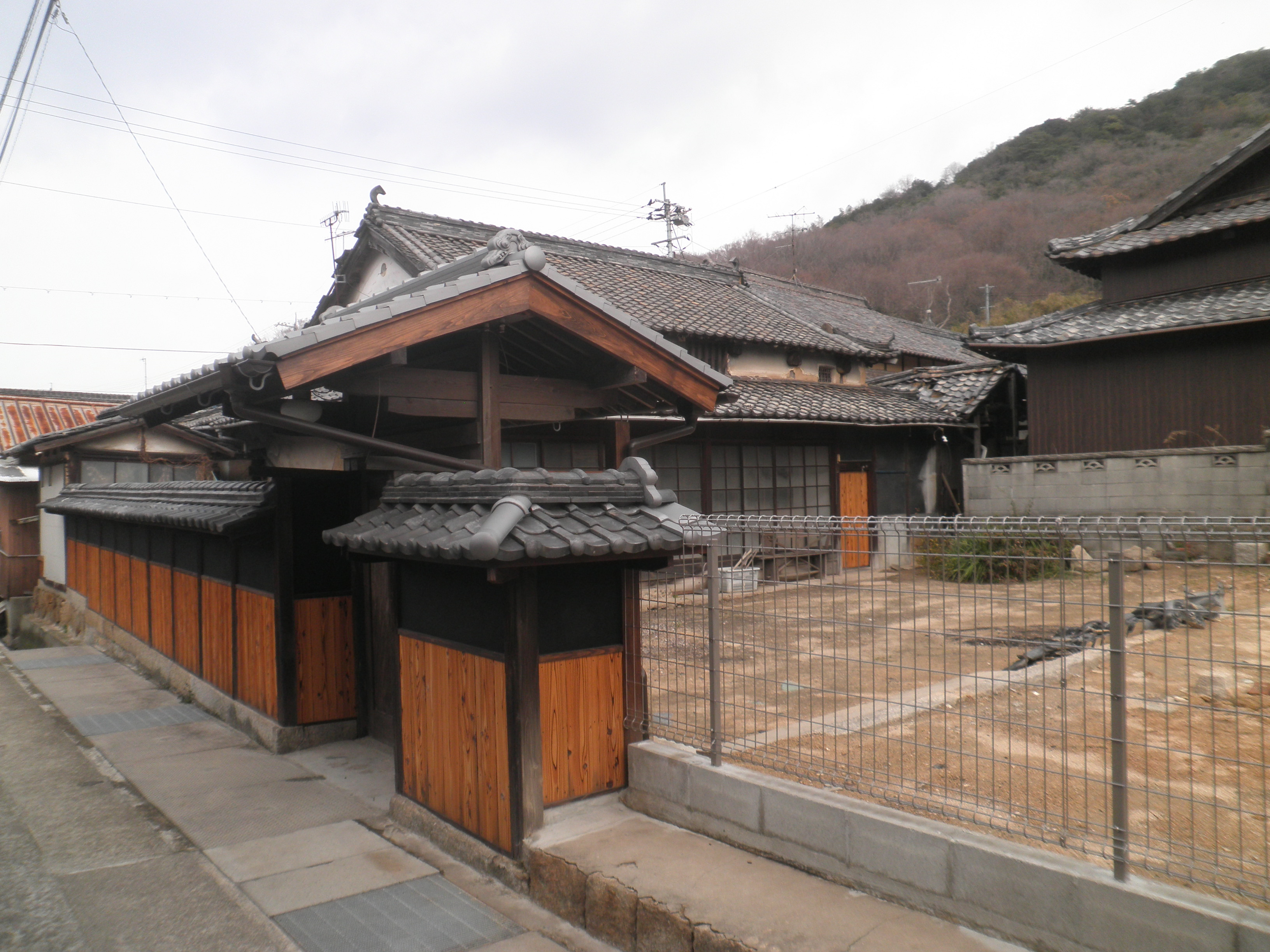

## 参考資料
- “広島県離島振興計画（平成２５年度～平成３４年度）” (PDF).   広島県 (2013年12月). 2016年3月1日閲覧。